# Яронь, Ян Никодем
Ян Нико́дем Я́ронь, псевдоним — Никодем Ариос (пол. Jan Nikodem Jaroń, Nikodem Arios, 3 января 1881, Ястшиговице — 1 августа 1922, Люблинец, Польша) — польский поэт, драматург, участник Третьего силезского восстания.

## Биография
Ян Никодем Яронь родился 3 января 1881 года в селе Ястшиговице в крестьянской семье. После окончания начальной школы в селе Ястшиговице с 1896 по 1900 год обучался в немецкой школе в Бытоме. За свою приверженность к польской культуре Ян Никодем был исключён из немецкой школы, после чего вскоре поступил на философский факультет Вроцлавского университета.
Первое стихотворение «Przyroda w jesieni» (Природа осенью) Ян Никодем Яронь опубликовал в 1902 году в газете «Górnoślązak». В это же время он стал заниматься драматургией и писал сатиру. В 1904 году поехал для лечения в Швейцарию.
В 1905 году он перевёлся на юридический факультет Вроцлавского университета. Из-за материальных трудностей прервал обучение и стал работать репетитором в семьях помещиков в сёлах возле Кракова. В это же время он стал сотрудничать с газетой «Zaranie Śląskie», в которой с 1907 по 1912 год публиковал свои стихотворения.
В 1910 году Ян Никодем Яронь поселился во Львове, где познакомился с Яном Каспровичем. В 1914 году закончил Львовский университет с научной степенью доктора наук.
После начала Первой мировой войны, будучи гражданином Германии, возвратился в Силезию.
C 1918 по 1921 год Ян Никодем Яронь принимал активное участие в движении за присоединение Верхней Силезии к Польше. В это же время он писал патриотические и агитационные стихотворения.
С 1919 года проживал в городе Ополе, где публиковался в газетах «Gazeta Opolska» и «Nowiny Codzienne», на страницах которых вступал в полемику с немецкими публицистами по поводу предстоящего плебисцита в Верхней Силезии. Участвовал в подготовке плебисцита в Катовице в составе организации «Biuro Informacyjne dla Koalicji». После плебисцита участвовал в Третьем силезском восстании, освобождая город Олесно.
После восстания поселился в Оструве-Велькопольском, где работал садовником.
Скончался 1 августа 1922 года в городе Люблинец.